# 大和村立西小学校内ヶ谷第一分校
大和村立西小学校内ヶ谷第一分校（やまとそんりつ にししょうがっこう　うちがたにだいいちぶんこう）は、かつて岐阜県郡上郡大和村（現・郡上市）に存在した公立小学校の分校。

## 概要
- 大和村立西小学校の分校であり、大和村大字内ヶ谷（現・郡上市大和町内ヶ谷）の一部（字上会津・字下山）が校区であった。1965年時点の児童数は9名。1971年廃校。
- 内ヶ谷地区は長良川支流の亀尾島川[注釈 3]上流部に位置する。過疎化による集落再編成により、1970年代前半に集団離村し、2019年現在、住民はいない。
- この地域は2027年完成の内ケ谷ダムにより、水没する予定である[1]。

## 沿革
- 1898年（明治31年） - 郡上郡西川村大字内ヶ谷に内ヶ谷冬季分教場が開校。
- 1902年（明治35年） - 通年の分教場となる。
- 1919年（大正8年） - 農業補習学校を付設。
- 1941年（昭和16年）4月1日 - 西川国民学校内ヶ谷分教場に改称する。
- 1947年（昭和22年）4月1日 - 西川村立西川小学校内ヶ谷分校に改称する。西川中学校内ヶ谷分校を併設する。
- 1955年（昭和30年）3月28日 - 西川村、弥富村、山田村が合併し、大和村が発足。同時に大和村立西川小学校内ヶ谷分校に改称する。
- 1956年（昭和31年）4月 - 大和村立西小学校内ヶ谷分校に改称する。
- 1958年（昭和33年）10月 - 校舎を増築する。
- 1959年（昭和34年）4月 - 内ヶ谷第二分校の開校により、内ヶ谷第一分校に改称する。
- 1970年（昭和45年）3月31日 - 大和中学校内ヶ谷分校を廃止。西小学校内ヶ谷第一分校は単独校となる。
- 1971年（昭和46年）3月 - 廃校。